# Scot Coogan
Scot Coogan (Chicago, 23 de abril de 1971) es un músico estadounidense, reconocido por haber trabajado como baterista para bandas y agrupaciones como Lita Ford, Ace Frehley, Brides of Destruction, Lynch Mob, Bret Michaels, Stephen Pearcy, Michael Sweet y L.A. Guns, entre muchos otros. Coogan toca la batería, la guitarra, el bajo y el piano, además de desempeñarse como cantante. Logró reconocimiento a mediados de la década de 2000 como miembro permanente de la banda Brides of Destruction, liderada por el bajista Nikki Sixx. Actualmente es el baterista de la versión de L.A. Guns liderada por Tracii Guns y Phil Lewis.

## Discografía destacada
- Brides of Destruction - Here Come the Brides (2004)
- Brides of Destruction - Runaway Brides (2005)
- Ace Frehley - Anomaly (2009)
- Bret Michaels - Jammin' with Friends (2013)
- Ace Frehley - Origins, Vol. 1 (2016)